# Кунигунда (внучка на Лудвиг Заекващия)
Кунигунда (на френски: Cunégonde de France, Kunigunde, * 888/895; † след 923) е съпруга на граф Вигерих (пфалцграф на Лотарингия), внучка на крал Лудвиг „Заекващия“ от род Каролинги.

## Биография
Тя е дъщеря на Ерментруда и вероятно на граф Регинар I (Регинариди).
През 907/909 г. Кунигунда се омъжва за граф Вигерих (* 870; † 919; от 915/916 г. пфалцграф на Лотарингия). Той е родоначалник на Арденските графове, Арденски дом (Вигерихиди). През 922 г. след смъртта на нейния съпруг Вигерих, тя се омъжва втори път за граф Рихвин от Вердюн, който е убит през 923 г. Двамата нямат деца.

## Деца
Кунигунда има седем деца:
- Адалберо I от Бар (* 910, † 26 април 962), епископ на Метц
- Фридрих I (* 912, 17 юни 978), граф на Бар и 959 херцог на Горна Лотарингия, ∞ 954 Беатрикс, † сл. 978, дъщеря на Хуго Велики „Duc Francorum“ (Робертини)
- Гозело (Ардененгау) (* 914, † 19 април 942), граф на Ардененгау
- Зигфрид I Люксембургски (* 915/917, † 26 октомври 997), граф в Мозелгау, граф на Люксембург
- Гизелберт († 965), граф в Ардените
- Сигеберт († 942)
- Лиутгард (* 915, † 960), ∞ I. Адалберт, граф на Мец, X 944 (Матфриди); ∞ II. граф Еберхард IV фон Нордгау († 972/973) (Етихониди)